# Wilhelm Sauerwein
Anton Georg Friedrich Wilhelm Sauerwein (* 1. März 1872 in Rostock; † 3. September 1946 in Neubrandenburg) war ein deutscher Jurist und Politiker.

## Leben
Wilhelm Sauerwein wurde als Sohn des Gymnasiallehrers und späteren Schulrats Georg (Friedrich Philipp) Sauerwein (1841–1906) geboren, der 1875 als Direktor an das Neubrandenburger Gymnasium wechselte. Sauerwein wuchs dadurch seit seinem dritten Lebensjahr in Neubrandenburg auf, besuchte das Gymnasium Neubrandenburg und bestand im September 1890 die Reifeprüfung. Anschließend studierte er Rechtswissenschaft an der Georg-August-Universität Göttingen. Vom Wintersemester 1890/91 bis zum WS 1891/92 war er aktiv im Corps Hildeso-Guestphalia Göttingen. Er zeichnete sich als Consenior und Senior aus. Das Sommersemester 1892 und das WS 1892/93 verbrachte er an der Eberhard Karls Universität Tübingen. Dort schloss er sich auch dem Corps Borussia Tübingen an. Zum SS 1893 wechselte er an die heimatliche Universität Rostock. Er bestand im November 1895 das Referendarexamen und im April 1902 die Assessorprüfung. Im Mai 1902 zum Gerichtsassessor ernannt, ließ er sich als Rechtsanwalt und Notar in Neubrandenburg nieder. 1908 wurde er Mitglied der  Nationalliberalen Partei.
In der Weimarer Republik war er ab 1919 Angehöriger der Deutschen Demokratischen Partei. Von Dezember 1918 bis Mai 1920 saß er in der  Verfassunggebenden Versammlung und im ersten ordentlichen Landtag des Freistaats Mecklenburg-Strelitz. Vom 14.–16. Mai 1919 war er Vizepräsident des Landtags. Im Mai 1919 wurde er Mitglied, im Juli 1919 stellvertretender Vorsitzender der Verwaltung des Staatsschatzes von Mecklenburg-Strelitz. Als die Geschäftsverteilung geändert und die Ressorts der Landesregierung neu zugeschnitten waren, war er vom 16. Mai 1919 bis zum 13. Oktober 1919 Landesrat / Staatsminister der Abteilung II (Finanzen, Domänen, Forsten und Bauten, Justiz, Kultus, Unterrichts-, geistliche und Medizinalangelegenheiten sowie Siedlungsamt) im Staatsministerium von Mecklenburg-Strelitz unter dem Vorsitz von  Hans Krüger (SPD). Vom 13. Oktober 1919 bis zum 7. Juni 1920 war er Staatsminister der Abteilung II/Ministerium, Abteilung für Justiz, für Unterricht und Kunst, für Medizinalangelegenheiten und für Finanzen mit den Unterabteilungen für Domänen, Forsten und Hochbauten im Staatsministerium von Mecklenburg-Strelitz unter dem Vorsitz von Kurt von Reibnitz (SPD).
Im Februar 1920 heiratete er Emmy Maeth, Tochter eines Eisenbahnbeamten. Von Juni 1920 bis Mai 1945 war er wieder Rechtsanwalt in Neubrandenburg. Ab März 1923 war er stellvertretendes Mitglied des Landesverwaltungsgerichts.

## Mitgliedschaften
- Nationalsozialistischer Rechtswahrerbund (Dezember 1933)
- Mitglied der Freimaurerloge Zum Friedensbund (Juni 1920 – Mai 1934)
- Vorsitzender des Neubrandenburger Yachtclubs